# 模拟城市4
《模擬城市4》（中国大陆又译作，台湾又译作）是一款即時策略及模擬建造城市的電腦遊戲，由藝電旗下的Maxis所製作發行，屬於模拟城市系列中的第四代作品。比起前代，加入了更多真實世界都市的要素，而且和前代不同的是這代可以建造一整個區域內的所有城市，將整個區域變成一個都會區，且玩家可以將在模擬市民內的人物輸入遊戲中，讓模擬市民變成都市居民的一份子，藉此更了解整個都市個別區域的發展情況。
《模擬城市4》另有資料片《模拟城市4 高峰时刻》，大幅擴充了大眾運輸方面的項目。遊戲本作及該資料片之中文版，在台灣以「模擬城市：福爾摩沙」之名發行，在中国大陆以「模拟城市新世界」之名發行。

## 遊戲模式
遊戲模式分為三種，分別是「上帝模式」、「市長模式」及「市民模式」。
- 上帝模式：可以變化地形、創造災難及控制晝夜。
- 市長模式：作為建造城市所用，包含了區域規劃、建築建造、資料總覽和顧問面板等工具。
- 市民模式：可與市民產生互動，或聽取市民的意見之功能，但玩家必須先啟動市長模式才可使用市民模式。

## 特色功能
相较于前几个版本的《模拟城市》游戏，模拟城市4提供了更高的互动性，在市民模式或是任务中可以讓玩家駕駛汽車、飛機和其他的所有運輸工具（玩家必须先拥有与运输工具相对应的车站、车库、机场、码头等）行駛於自己親手創造的城市。除此之外，模拟城市4开始强调区域发展，在几个城市间的贸易互动能最大限度地发展经济，玩家可以利用铁路、单轨铁路、道路、大道和高速公路等连接城市与其周边地区，甚至可以将电网及水管连接到周边地区以出售自己盈余的电能等其他能源。此外，玩家还可以指挥消防车和警車解决城市中的种种麻烦。模拟城市4相较于其先前版本，有了更多的互动性。

## 建築設計
遊戲裡大部分的建築幾乎都是在美國可見，如果要增添建筑，需要借助插件。制作插件的软件有很多，包括Lot Editor、3dsmax、Datgen等。

## 地標
遊戲保留了部分模擬城市3000的地標，亦新增了更多不同地標：
- 好萊塢標誌（ 洛杉磯）
- 斯芬克斯像（ 吉薩）
- 惡魔島（ 舊金山）
- 加州廣場（ 核桃溪市）
- 芬威廳（ 波士頓）
- 科伊特塔（ 舊金山）
- 京華城全生活廣場（ 台北）
- 倫敦塔（ 倫敦）
- 史密斯大廈（ 西雅圖）
- 獨立紀念堂（ 費城）
- 馬德里皇宮（ 馬德里）
- 阿拉摩城堡（ 聖安東尼奧）
- 阿瑪利安堡皇宮（ 哥本哈根）
- 華盛頓紀念碑（ 華盛頓特區）
- 白宮（ 華盛頓特區）
- 大笨鐘（ 倫敦）
- 聖索菲亞教堂（ 伊斯坦堡）
- 羅特斯市政廳（ 柏林）
- 聖巴斯教堂（ 莫斯科）
- 傑弗遜紀念堂（ 華盛頓特區）
- 林肯紀念堂（ 華盛頓特區）
- 自由女神像（ 紐約）
- 電視塔（ 柏林）
- 藝術宮（ 舊金山）
- 大拱門（ 聖路易）
- 古根漢美術館（ 紐約）
- 63大廈（ 首爾）
- 泰姬瑪哈陵（ 阿格拉）
- 美國銀行（ 舊金山）
- 美國國會大廈（ 華盛頓特區）
- 大金字塔（ 吉薩）
- 約翰漢考克大廈（ 芝加哥）
- 克萊斯勒大廈（ 紐約）
- 東京鐵塔（ 東京）
- 中銀大廈（ 香港）
- 西恩塔（ 多倫多）
- 帝國大廈（ 紐約）

## 資料片尖峰時刻
2003年9月22日，Maxis為模擬城市4發行了一個新的資料片尖峰時刻（Rush Hour），模擬城市4豪華版－主程式和尖峰時刻資料片的合集亦在當天發行。2004年8月25日，Aspyr為Mac OS發行了豪華版，Aspyr亦在同年9月4日發行尖峰時刻的Mac OS版本。
該資料片新增多項交通工具和建設選項，包括：
- 大道：兩條单行道組合而成的雙向道路，容量和速度約為道路的兩倍，但比高速公路低。
- 單行道：車輛只能往一個方向行走，其容量為道路的兩倍。
- 地面高速公路：直接在地面建造的高速公路，造價低於高架高速公路，高於大道和道路。
- 單軌鐵路：單軌高架鐵路系統，通勤時間較捷運系統低。
- 高架捷運：地下鐵的高架橋路段，可節省成本。
- 收費站：放置於道路或高速公路，用以增加市政收入，但會造成局部交通堵塞。
- 渡輪碼頭：透過渡輪運送行人和汽車，造價較橋樑為低。
- 新的道路和鐵路橋樑設計。
- 交通流量查詢功能：用以查看交通工具的流量和設施的使用人數。

## 外部連結
- 模擬城市4官方網站（美國） （页面存档备份，存于） （英文）
- 模擬城市：福爾摩沙官方網站 （页面存档备份，存于） （繁體中文）
- 遊戲基地—模擬城市系列討論區 （页面存档备份，存于） （繁體中文）
- 巴哈姆特—模擬城市系列哈啦版 （繁體中文）
- Simtropolis （页面存档备份，存于） （英文）
- 模擬城市經典回顧 （页面存档备份，存于） （繁體中文）
- 模拟城市中文网 （页面存档备份，存于） （简体中文）